# Bizen-no-Kuni Sōjagū
Le Bizen-no-Kuni Sōjagū est un sanctuaire Sōja situé à Okayama, dans la préfecture d'Okayama. Il regroupe tous les kami des sanctuaires de la province de Bizen. Au total, 324 dieux y sont vénérés et il a été construit durant la période Heian afin de faciliter les pèlerinages.
Ichinomiya et Soja ne sont pas la même chose mais étaient parfois combinés
Sōja (総社) est un type de sanctuaire shinto où les kami d'une région sont regroupés en un seul sanctuaire. Cette "région" peut désigner un shōen, un village ou une zone géographique, mais fait généralement référence à toute une province. Le terme est également parfois appelé "sōsha". Les sōja sont généralement situés près de la capitale provinciale établie pendant la période de Nara sous le système ritsuryō, et peuvent être soit un sanctuaire nouvellement créé, soit une désignation pour un sanctuaire existant. Le "sōja" peut aussi être l'"ichinomiya" de la province, qui eux-mêmes sont d'une grande importance rituelle.
Chaque fois qu'un nouveau kokushi était nommé par le gouvernement central pour gouverner une province, il lui fallait visiter tous les sanctuaires de sa province afin d'accomplir les rites nécessaires à la cérémonie d'inauguration. Le regroupement des kami en un seul endroit près de la capitale de la province a grandement facilité cette tâche.
La première mention de « sōja » apparaît à l'époque Heian, dans le journal de Taira no Tokinori, daté du 9 mars 1099 en référence à la province d'Inaba.
Le nom « Sōja » se retrouve également dans les noms de lieux tels que la ville de Sōja dans la préfecture d'Okayama. Le matin du 16 février 1992, le sanctuaire a brûlé à cause d'un incendie criminel. Le sanctuaire intérieur (honden) a été reconstruit en 2010 et le sanctuaire extérieur (haiden) a été reconstruit en 2015.

## Kamivénéré
- Ōnamuchi no Mikoto
- Suseri-Hime (sv)
- Jingikan Hasshin (Les huit dieux adorés dans le département des divinités.)
- Les 128 dieux de la province de Bizen (ceux mentionnés dans Bizenkoku Jinmyōchō.)

## Photos

Shaden
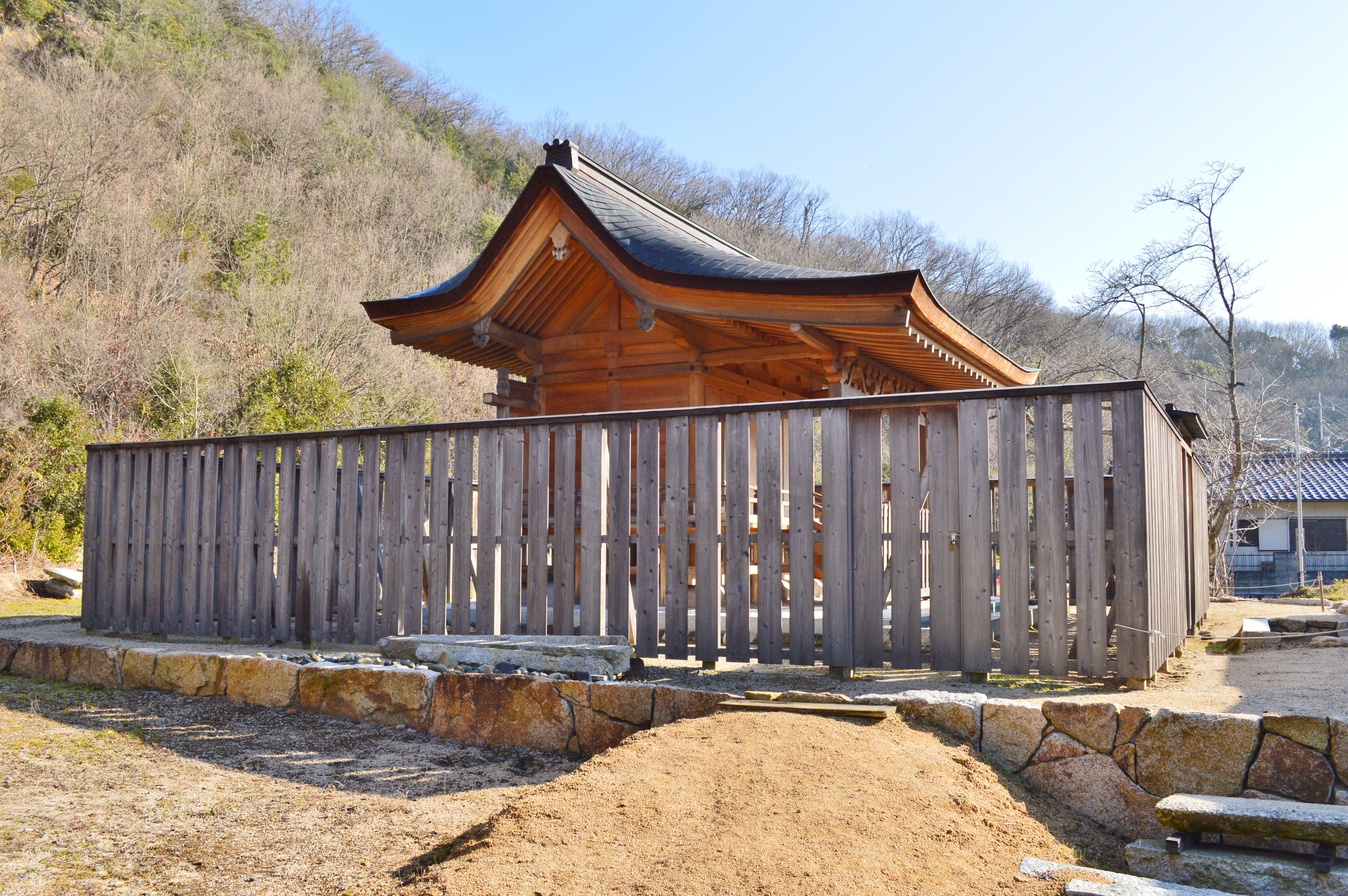
Honden
Shinmon

## Voir également
- Ichi-no-miya
- Sanctuaire Kibitsuhiko (province de Bizen, Ichinomiya)